# Smyrnagors
De smyrnagors (Emberiza cineracea) is een vogel uit de familie Emberizidae (gorzen).

## Kenmerken
De smyrnagors meet van het puntje van de snavel tot het uiteinde van de staart 16,5 centimeter en weegt gedurende het broedseizoen tussen de 20 en 24 gram. Het bovendek is bruin, de borst en buik zijn grijs en de keel is geel. Het mannetje heeft daarbij een gele kop.
De roep klinkt als tsip; de zang is kort en zoemend, frases worden herhaald in klimmen daarbij in tempo.

## Voortplanting
Het legsel bestaat uit 3 witte of grijsblauwe donkerder gevlekte eitjes die 21 millimeter groot zijn.

## Verspreiding en leefgebied
Deze soort komt in Europa uitsluitend voor als broedvogel op de Griekse eilanden Skyros, Lesbos and Chios en is lid van de gorzenfamilie. Daarnaast broedt de soort nog in het westen van Turkije en in Iran. Berichten als zou deze soort ook in Syrië en Irak broeden zijn nog onbevestigd. De soort trekt in de winter weg naar de Hoorn van Afrika maar ook de verspreiding daar is goeddeels onbekend. De soort telt twee ondersoorten:
- E. c. cineracea: de oostelijke Griekse eilanden en zuidwestelijk Turkije.
- E. c. semenowi: zuidoostelijk Turkije en zuidwestelijk Iran.

De smyrnagors broedt op rotsige berghellingen begroeid met kort gras en droog struikgewas.'s Winters verblijft de vogel in vergelijkbaar gebied, vaak langs zeekusten. De vogel is als dwaalgast waargenomen in Denemarken, Noorwegen, Oman, Tunesië en Oezbekistan.

## Status
De smyrnagors  heeft een beperkt verspreidingsgebied en daardoor is de kans op uitsterven aanwezig. De grootte van de populatie werd in 2015 door BirdLife International geschat op 6.400 tot 11.400 individuen en de populatie-aantallen nemen af door habitatverlies. In het broedgebied treden veranderingen op in het begrazingsbeheer en daarom staat deze gors als gevoelig op de Rode Lijst van de IUCN.
Emberiza affinis · Emberiza aureola · Emberiza bruniceps · Emberiza buchanani · Emberiza cabanisi · Emberiza caesia · Emberiza capensis · Emberiza chrysophrys · Emberiza cia · Emberiza cineracea · Emberiza cioides · Emberiza cirlus · Emberiza citrinella · Emberiza elegans · Emberiza flaviventris · Emberiza fucata · Emberiza godlewskii · Emberiza hortulana · Emberiza impetuani · Emberiza jankowskii · Emberiza koslowi · Emberiza lathami · Emberiza leucocephalos · Emberiza melanocephala · Emberiza pallasi · Emberiza poliopleura · Emberiza pusilla · Emberiza rustica · Emberiza rutila · Emberiza sahari · Emberiza schoeniclus · Emberiza siemsseni · Emberiza socotrana · Emberiza spodocephala · Emberiza stewarti · Emberiza striolata · Emberiza sulphurata · Emberiza tahapisi · Emberiza townsendi · Emberiza tristrami · Emberiza variabilis · Emberiza vincenti · Emberiza yessoensis